# Ун-Пальёган
Ун-Пальёган (уст. Ай-Баль-Юган) — река в Шурышкарском районе Ямало-Ненецкого АО. Течёт, в основном, на восток, впадает по левому берегу в протоку Патрохас Малой Оби. Длина реки 21 км.

## Данные водного реестра
По данным государственного водного реестра России относится к Нижнеобскому бассейновому округу, водохозяйственный участок реки — Обь от впадения реки Северная Сосьва до города Салехард, речной подбассейн реки — бассейны притоков Оби ниже впадения Северной Сосьвы. Речной бассейн реки — (Нижняя) Обь от впадения Иртыша.
Код объекта в государственном водном реестре — 15020300112115300029729.